# Docibilis I de Gaeta

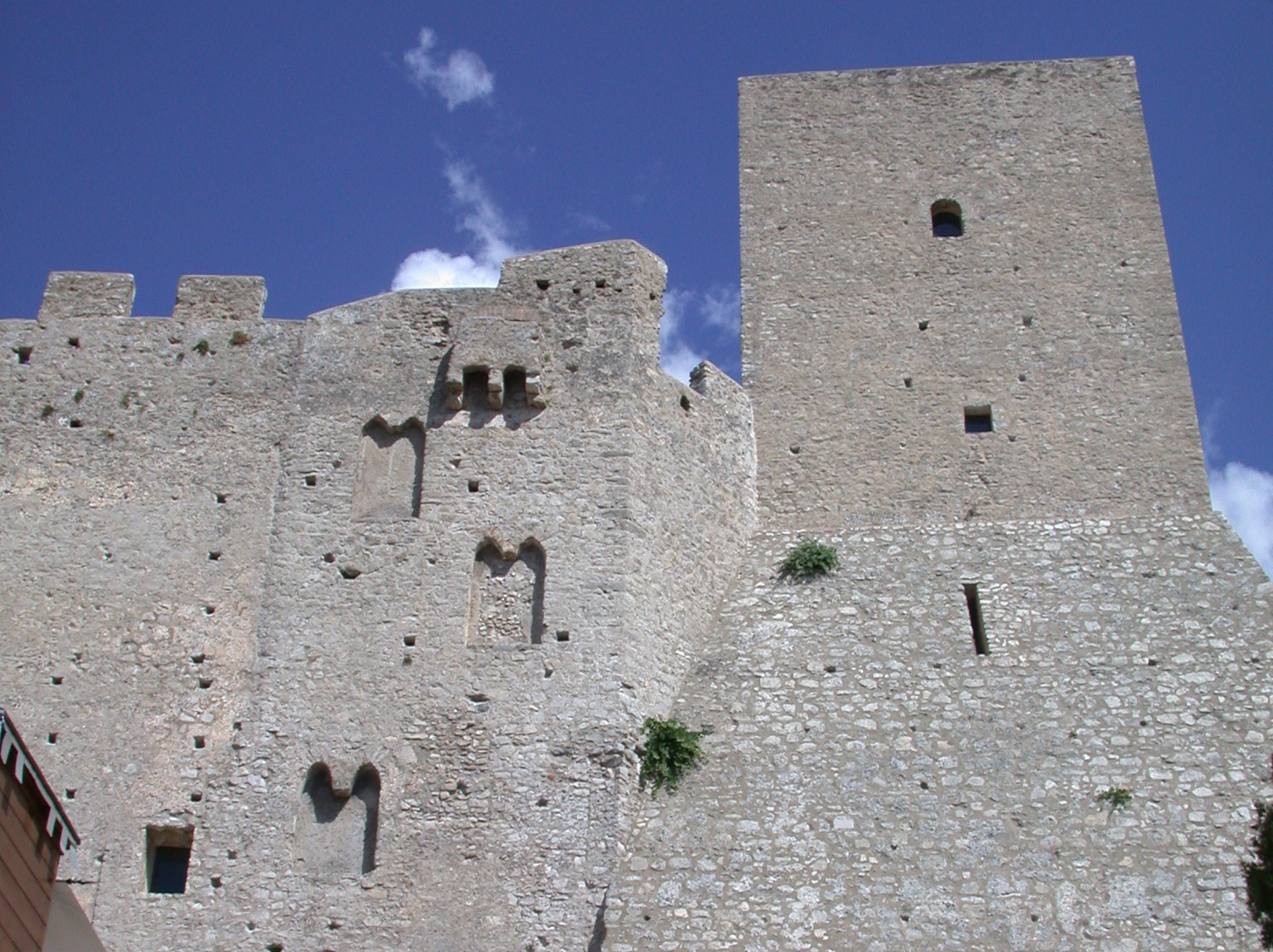
Turnul caastelului din Itri, construcție atribuită lui Docibilis I

Docibilis I (d. înainte de 914) a fost Hypatus de Gaeta de la anul 867 până la moarte.
Dispariția bruscă a co-hypati-lor Constantin și Marin I după 866 sugerează posibilitatea ca preluarea puterii la Gaeta de către Docibilis ar fi fost prin mijloace violente.
Docibilis este menționat la început ca un prefecturius și abia pe urmă, din 877, ca hypatus, moment în care a urmat exemplul predecesorilor și l-a asociat la domnie pe fiul său Ioan.
În primii ani de ocupare a funcției, Docibilis a avut de confruntat amenințarea sarazinilor și a fost capturat de către aceștia. După ce a fost eliberat de către prefectul amalfitanilor, Pulcharius, Docibilis a încheiat pace cu musulmanii, drept pentru care a fost excomunicat de papa Ioan al VIII-lea. În 876, papa a venit în sudul Italiei pentru a-i recruta pe principii longobarzi de Capua și Salerno pentru lupta împotriva sarazinilor. Docibilis s-a întâlnit cu papa la Traetto, însă nu au reușit să ajungă la o înțelegere. Cu acea ocazie, papa a intervenit în chestiunea succesiunii din Capua, ivite după moartea principelui Landulf al II-lea din 879 și l-a restaurat pe Pandenulf în defavoarea lui Lando, noul principe promițând să îl atace pe Docibilis I. Pandenulf a reușit să captureze Formia, drept pentru care Docibilis a solicitat sprijinul unor mercenari sarazini din Agropoli. În cele din urmă, Docibilis și papa Ioan s-au întâlnit chiar la Gaeta și au încheiat pacea. Împreună, ei au asediat fortăreața musulmanilor de la Garigliano.
După moartea papei Ioan al VIII-lea, Docibilis s-a întors împotriva Capuei, pe care a asediat-o, potrivit cronicarului Erchempert, cu concursul mercenarilor sarazini în două rânduri, în 900 și în 903. În continuare, el a inițiat un program de încheiere de alianțe cu conducătorii longobarzi din sudul Italiei, căsătorindu-și fiica, Megalu cu Rodgipert de Aquino, după cum o altă fiică, Eufemia i-a fost dată în căsătorie prefectului de Napoli. Docibilis apare pentru ultima oară menționat în anul 906, dar se poate presupune că ar mai fi domnit până cel târziu în 914.
Lunga sa carieră a reprezentat o adevărată "epocă de aur" pentru Gaeta. Docibilis I a inițiat construirea marelui palat, ale cărui ruine se păstrează încă în oraș și a cheltuit în mod abundent bani pentru decorarea de biserici. În egală măsură, a fost un principe războinic, ale cărui dispute cu toți vecinii, musulmani sau creștini, longobarzi sau greci, ecleziastice sau seculare, sunt descrise în cronicile vremii, în special în cea a lui Erchempert.
Cu soția sa Matrona, el a avut, pe lângă Ioan, alți doi fii, Leon și Anatolien, pe cel din urmă făcându-l conte de Terracina. Pe lângă Megalu și Euphemia, a mai avut două fiice: Bona și Maria. El a fost succedat de către Ioan I.